# Egyptische hockeyploeg (mannen)
De Egyptische hockeyploeg voor mannen is de nationale ploeg die Egypte vertegenwoordigt tijdens interlands in het hockey.
Het team nam tweemaal deel aan het Olympische Zomerspelen en kwam telkens niet verder dan een twaalfde en laatste plaats. In 1983 en 1989 wonnen ze twee keer op rij het Afrikaans kampioenschap hockey. In 2009 eindigden ze opnieuw tweede op het Afrikaans kampioenschap.

## Erelijst Egyptische hockeyploeg
| Jaar | Champions Trophy | Afrikaans kampioenschap | Olympische Spelen     | Wereldkampioenschap | Hockey World League Hockey Pro League |
| ---- | ---------------- | ----------------------- | --------------------- | ------------------- | ------------------------------------- |
| 1908 |                  |                         | geen deelname         |                     |                                       |
| 1920 |                  |                         | geen deelname         |                     |                                       |
| 1928 |                  |                         | geen deelname         |                     |                                       |
| 1932 |                  |                         | geen deelname         |                     |                                       |
| 1936 |                  |                         | geen deelname         |                     |                                       |
| 1948 |                  |                         | geen deelname         |                     |                                       |
| 1952 |                  |                         | geen deelname         |                     |                                       |
| 1956 |                  |                         | geen deelname         |                     |                                       |
| 1960 |                  |                         | geen deelname         |                     |                                       |
| 1964 |                  |                         | geen deelname         |                     |                                       |
| 1968 |                  |                         | geen deelname         |                     |                                       |
| 1970 |                  |                         |                       |                     |                                       |
| 1971 |                  |                         |                       | geen deelname       |                                       |
| 1972 |                  |                         | geen deelname         |                     |                                       |
| 1973 |                  |                         |                       | geen deelname       |                                       |
| 1974 |                  | 5e AF 1974 Caïro        |                       |                     |                                       |
| 1975 |                  |                         |                       | geen deelname       |                                       |
| 1976 |                  |                         | geen deelname         |                     |                                       |
| 1978 | geen deelname    |                         |                       | geen deelname       |                                       |
| 1980 | geen deelname    |                         | geen deelname         |                     |                                       |
| 1981 | geen deelname    |                         |                       |                     |                                       |
| 1982 | geen deelname    |                         |                       | geen deelname       |                                       |
| 1983 | geen deelname    | AF 1983 Caïro           |                       |                     |                                       |
| 1984 | geen deelname    |                         | geen deelname         |                     |                                       |
| 1985 | geen deelname    |                         |                       |                     |                                       |
| 1986 | geen deelname    |                         |                       | geen deelname       |                                       |
| 1987 | geen deelname    |                         |                       |                     |                                       |
| 1988 | geen deelname    |                         | geen deelname         |                     |                                       |
| 1989 | geen deelname    | AF 1989 Blantyre        |                       |                     |                                       |
| 1990 | geen deelname    |                         |                       | geen deelname       |                                       |
| 1991 | geen deelname    |                         |                       |                     |                                       |
| 1992 | geen deelname    |                         | 12e OS 1992 Barcelona |                     |                                       |
| 1993 | geen deelname    | AF 1993 Nairobi         |                       |                     |                                       |
| 1994 | geen deelname    |                         |                       | geen deelname       |                                       |
| 1995 | geen deelname    |                         |                       |                     |                                       |
| 1996 | geen deelname    | AF 1996 Pretoria        | geen deelname         |                     |                                       |
| 1997 | geen deelname    |                         |                       |                     |                                       |
| 1998 | geen deelname    |                         |                       | geen deelname       |                                       |
| 1999 | geen deelname    |                         |                       |                     |                                       |
| 2000 | geen deelname    | AF 2000 Bulawayo        | geen deelname         |                     |                                       |
| 2001 | geen deelname    |                         |                       |                     |                                       |
| 2002 | geen deelname    |                         |                       | geen deelname       |                                       |
| 2003 | geen deelname    |                         |                       |                     |                                       |
| 2004 | geen deelname    |                         | 12e OS 2004 Athene    |                     |                                       |
| 2005 | geen deelname    | AF 2005 Pretoria        |                       |                     |                                       |
| 2006 | geen deelname    |                         |                       | geen deelname       |                                       |
| 2007 | geen deelname    |                         |                       |                     |                                       |
| 2008 | geen deelname    |                         | geen deelname         |                     |                                       |
| 2009 | geen deelname    | AF 2009 Accra           |                       |                     |                                       |
| 2010 | geen deelname    |                         |                       | geen deelname       |                                       |
| 2011 | geen deelname    |                         |                       |                     |                                       |
| 2012 | geen deelname    |                         | geen deelname         |                     |                                       |
| 2013 |                  | AF 2013 Nairobi         |                       |                     | 25e HWL 2012-13                       |
| 2014 | geen deelname    |                         |                       | geen deelname       |                                       |
| 2015 |                  |                         |                       |                     | 18e HWL 2014-15                       |
| 2016 | geen deelname    |                         | geen deelname         |                     |                                       |
| 2017 |                  | AF 2017 Ismaïlia        |                       |                     | 15e HWL 2016-17                       |
| 2018 | geen deelname    |                         |                       | geen deelname       |                                       |
| 2019 |                  |                         |                       |                     | geen deelname                         |
| 2021 |                  |                         | geen deelname         |                     | geen deelname                         |
| 2022 |                  | AF 2022 Accra           |                       |                     | geen deelname                         |
| 2023 |                  |                         |                       | geen deelname       | geen deelname                         |
| 2024 |                  |                         | geen deelname         |                     | geen deelname                         |